# Disney's All-Star Music Resort
Disney's All-Star Music Resort is een hotel in het Walt Disney World Resort in Orlando, Florida, dat wordt beheerd door de Walt Disney Company. Met de opening van dit hotel op 22 november 1994 was dit het tweede 'Value'-resort binnen het gehele resort: betaalbare hotels voor een gemiddelde service. Zo kunnen mensen die maar een laag budget hebben om te besteden toch optimaal van het Walt Disney World Resort genieten. Disney's All-Star Music Resort is tevens een van de meest bezochte hotels binnen Walt Disney World, vanwege de goede betaalbaarheid.
Het hotel is ook lid van het Florida Green Lodging project.

## Gebouwen
Disney's All-Star Music Resort ligt in het zuiden van het Walt Disney World Resort. Het ligt vlak bij Disney's Animal Kingdom en Disney's Wide World of Sports Complex. Transport van en naar de parken is enkel mogelijk via bussen, die vaak overvol zitten door de vele gasten die in het hotel slapen. Het is dus aan te raden zo vroeg mogelijk de bus te nemen. De buslijnen van Walt Disney World Resort zijn echter wel gratis voor hotelgasten.

### Algemene opbouw
Het hotel is opgebouwd uit vijf verschillende secties, elk met een eigen thema, gebaseerd op muziekstijlen. Elke sectie kent vervolgens weer drie vleugels met kamers. We kennen de thema's Broadway, Calypso, Country, Jazz en Rock. De thema's van de secties worden duidelijk naar voren gebracht door de enorme beelden van muziekinstrumenten die door het hele resort te vinden zijn. Zo zijn er beelden van gitaren tot violen te vinden. Deze stijl van enorme beelden is overigens karakteristiek voor de Disney 'Value'-resorts.
Elk gebouw is beschilderd met een felle, heldere kleur, die past bij het thema. Ook zijn naast de enorme beelden ook overal op de gebouwen muziekinstrumenten te vinden, en kleine verrassingen die op het eerste gezicht niet opvallen.

### Hoofdgebouw
Het hoofdgebouw van het hotel is de Melody Hall. Hier bevinden zich onder andere de lobby, de receptie, het restaurant, de souvenirwinkel en andere hoofdfaciliteiten. Dit gebouw ligt meteen aan de ingang van het hotel/resort. Het is gedecoreerd met sterren vanwege de benaming All-Star, en muzieknoten, vanwege het thema. Felle kleuren en een glanzende zwarte vloer maken het geheel af.

## Restaurant
Disney's All-Star Music Resort kent slechts 1 groot restaurant, de Intermission Food Court. Ook dit is kenmerkend voor de Disney 'Value'-resorts. In dit restaurant worden geen complete maaltijden geserveerd, enkel snacks en snelle hapjes worden verkocht, beter bekend als fastfood. Voor grote honger moet men in de Disneyparken zelf eten. Vanuit de keuken van dit restaurant kunnen ook pizza's aan de kamers worden bezorgd, na bestelling, en alleen in de late uurtjes.

## Winkel
Het hotel bezit over 1 souvenirwinkel, Maestro Mickey's, die Disney-merchandise verkoopt, en attributen zoals Elvis Presley-pruiken en speelgoed-gitaartjes.

## Faciliteiten

### Zwembaden
Het hotel kent twee zwembaden:
- Calypso Pool - Een groot zwembad in de vorm van een gitaar, vlak bij het Calypso-themagedeelte.
- Piano Pool - Een kleiner zwembad in de vorm van een piano, wat je via de pianotoetsen moet betreden. Dit zwembad ligt in het rock-gedeelte.

### Overige faciliteiten
- Jogging Track - Rondom het hotel ligt een route van ongeveer 1,5 km, die aan te vragen is bij de receptie van het hotel. Over deze route kan prima worden hard gelopen.
- Kinderspeelplaatsen - Her en der op het landgoed van het hotel staan kinderspeeltoestellen waar kinderen zich prima kunnen vermaken door deze te beklimmen.
- Note'able Games Arcade - Een spelletjeshal met verschillende spel- en snoepautomaten, prima voor kinderen en speelse volwassenen.